# Wengener Argen
Die Wengener Argen ist ein 13,22 km langer Zufluss der Unteren Argen und ihrer gesamten Länge nach auf die mittelgebirgsartige Landschaft um die Adelegg im Oberallgäu südwestlich von Kempten beschränkt. Die Wengener Argen bildet dabei den Wasserlauf im Tal zwischen den Höhen des nördlich von ihr gelegenen Buchenberger Waldes und des südlich verlaufenden Sonnenecks und entwässert beide in diesem Bereich.

## Name
Im Oberlauf wird die Wengener Argen teilweise unter dem Namen Tobelbach geführt, im Quellgebiet geteilt in den unteren Wenktobelbach oder Wanktolbelbach und – vom Eschacher Weiher herkommend – den Steckenrieder Tobelbach.

## Geographie

### Quellbäche
Das Quellgebiet des kleinen Flusses liegt entlang der Europäischen Hauptwasserscheide auf der dem Rhein zufließenden Seite im Bereich des Breitenmooses bei Rechtis, im Langenmoos bei Steckenried und mit einem höchstgelegenen Ursprung in dem den Eschacher Weiher bei Buchenberg durchfließenden Bach.
Die zwei Oberläufe, der längere Steckenrieder Tobelbach von rechts aus dem Nordwesten und der kürzere Wenktobelbach von links und aus dem Osten, fließen bei der Tobelsäge von Buchenberg auf etwa 868 m ü. NHN zusammen, der Bach wird aber anscheinend erst etwas weiter abwärts Wengener Argen genannt.

### Verlauf
Die Wengener Argen fließt nach ihrem Quellgebiet teilweise deutlich mäandrierend, aber in weitgehend geradliniger Ausrichtung nach Westen, parallel zur Staatsstraße 2055 (alte B12), und passiert dabei vom Gebiet um Rechtis herum ausgehend die Kirchdörfer Wengen und Kleinweiler, bis sie unterhalb Weilers Nellenbruck in die Untere Argen mündet.

### Zuflüsse
Vom Ursprung zur Mündung. Auswahl.
- Steckenrieder Tobelbach, rechter Oberlauf aus dem Nordwesten. Durchfließt am Oberlauf den Eschacher Weiher.
- Wenktobelbach, linker Oberlauf aus dem Osten
- Freitagsdobelbach, von rechts und Norden kurz nach Buchenberg-Tobelsäge
- Letzbach, von rechts und Nordnordwesten vor Weitnau-Riedbruck zuletzt meist auf der Gemeindegrenze Buchenberg/Weitnau
- Kalkofenbach, von links und Südwesten gleich nach dem vorigen
- (Bach aus dem Schlauchentobel), von links und Südsüdwesten bei Riedbruck
- Kälberbächle, von rechts und Nordosten über den rechten Zweig Wengermühlbach zur Wengermühle von Weitnau
- Steinebach, von rechts und Nordosten nahe Weitnau-Steinebach
- Weihbach, von rechts und Nordnordosten in Weitnau-Wengen
- Altbach, von links und Südosten in Wengen
- (Bach aus dem Rinnlertobel), von rechts und Nordnordwesten in Wengen
- Bolsternanger Bach, von rechts und Nordosten in Weitnau-Nellenbruck

## Tourismus
Das beschauliche, mittelgebirgsartige Gebiet des Gewässers wird von Erholungssuchenden angesteuert. Es finden sich einzelne Wanderparkplätze entlang des Flussverlaufs, besonders bei Rechtis und Wengen, etwa um von hier Touren auf die Berge Sonneneck oder Schwarzer Grat zu unternehmen.